# ゼアチン
ゼアチン（Zeatin）は、プリン、アデニンから誘導された植物ホルモンである。植物の成長を促進するサイトカイニンの一つである。未成熟なトウモロコシの種子から初めて発見された。ゼアチンとその誘導体はココナッツミルク中の重要な活性成分であり、長くから植物の成長を誘導することが知られていた。
キネチンの場合ように、ゼアチンにはくつかのin vitro条件において、ヒトの皮膚線維芽細胞に対し老化防止作用があることが報告されている。